# Ormosia nitida
Ormosia nitida är en ärtväxtart som beskrevs av Julius Rudolph Theodor Vogel. Ormosia nitida ingår i släktet Ormosia och familjen ärtväxter. Inga underarter finns listade i Catalogue of Life.